# آغاجاری
آغاجاری مرکز شهرستان آغاجاری در استان خوزستان است. میدان نفتی آغاجاری در محدوده این شهر قرار دارد.

## میدان نفتی
عملیات حفاری نفت در سال ۱۳۰۵ در آغاجاری آغاز گردید و چاه شماره۳ آن در سال ۱۳۱۷ به نفت رسید و نخستین محموله نفتی آن در سال ۱۳۲۳ به وسیله خط لوله به آبادان فرستاده شد. در سال ۱۳۲۹ این نقطه با تولید تقریباً نیمی از حجم فراورده‌های نفتی ایران از ۱۶ چاه عنوان بزرگ‌ترین حوزه نفتی کشور را به دست آورد. در همین ایام با ۵۹۷۷ کارمند که ۱۷۵ نفر انگلیسی بودند و با امکانات رفاهی از قبیل یک بیمارستان ۵۰ تختخوابی، ۳ درمانگاه، سینما، استخر، زمین‌های ورزشی گلف و دیگر تأسیسات عمومی، ناحیه‌ای آباد بوده است.
در سال ۱۳۳۶ با بهره‌برداری از ۲۳ چاه و استخراج ۱۸٫۵ تا ۱۹ میلیون تن نفت، آغاجاری همچنان از بزرگ‌ترین مراکز نفتی ایران به‌شمار می‌آمد و تا سال ۱۳۳۷ مقدار نفت خام استخراجی آن به یک میلیارد بشکه و در سال ۱۳۴۳ تعداد ۶۹ حلقه چاه به ثبت رسیده است.

## مردم‌شناسی
مردم این شهر از قوم لر و بیشتر از ایل‌های آغاجاری، بهمئی و بختیاری هستند.

## نام
نام شهر از نام قبیله آغاجری گرفته شده است که قبلاً در آنجا زمستان می‌گذراند. ایل آغاجری (AḠĀČ ERĪ) قبیله‌ای با خاستگاه قومی مختلط است که در شرق خوزستان زندگی می‌کنند، نام آغاجری (Aḡāč Erī) (به ترکی به معنای «مردمِ بیشه») نامی بسیار قدیمی است. آغاجری مرکب از دو واژهٔ ترکی «آغاج» به‌معنی درخت و «اَر» به‌معنای مَرد است که مفهوم «مَردِ بیشه» را می‌دهد.